# Orval Hixon
Orval Hixon (4. února 1884, Richmond, Missouri – 2. ledna 1982, Lawrence) byl americký fotograf, známý zejména svými fotografiemi umělců.

## Životopis
Orval Hixon se jako dítě chtěl stát malířem, ale kvůli neschopnosti vidět barvy ho učitelé nasměrovali k černobílé fotografii. Tento zrakový handicap, považovaný za jednu z jeho hlavních charakteristik, mu umožňoval vidět světlo jinak. Šest let pracoval pro Studebaker Studios v Kansas City, než si v roce 1914 založil vlastní studio , kde fotografoval celebrity své doby.

## Galerie

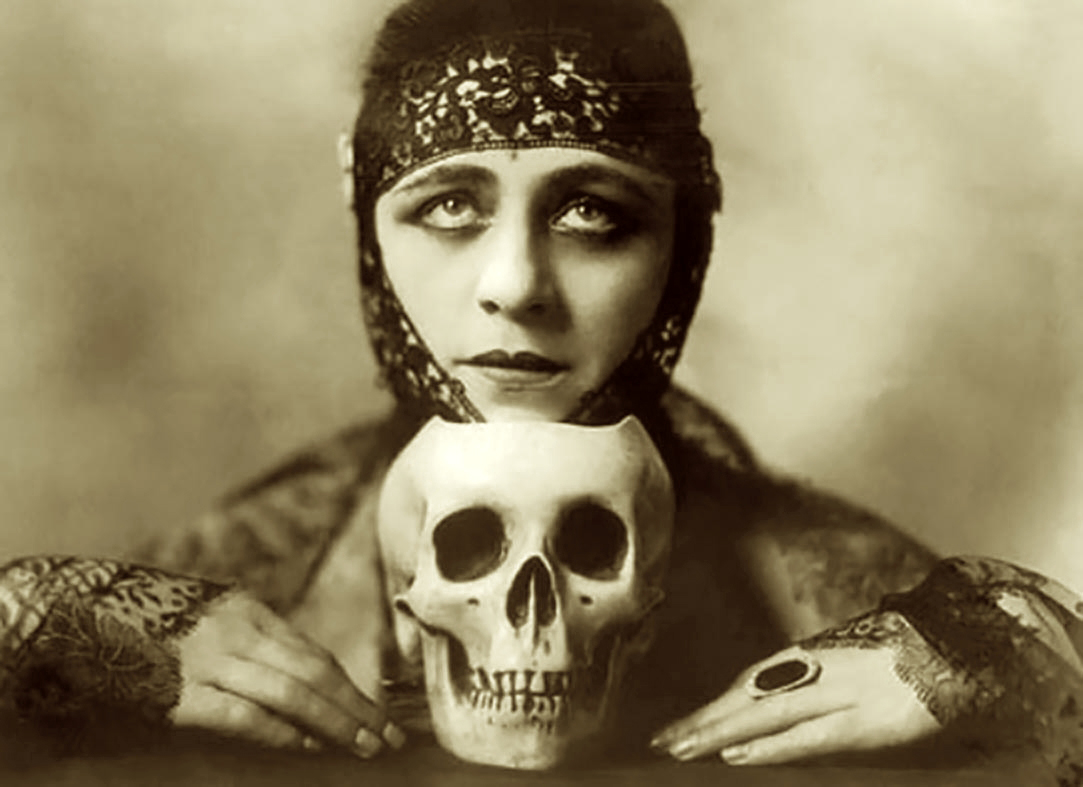
Valeska Suratt, 1916
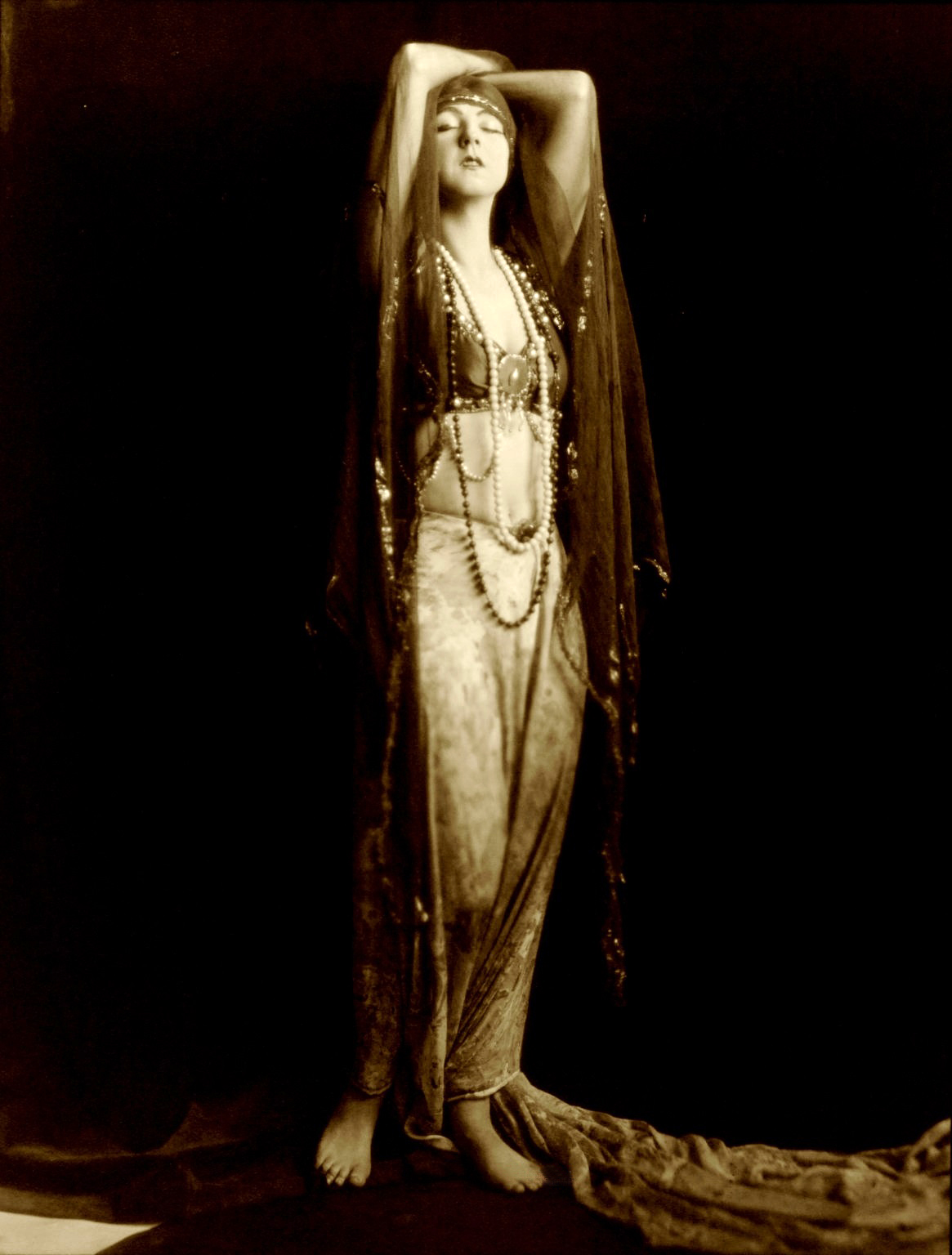
Ruth St. Denis, 1918
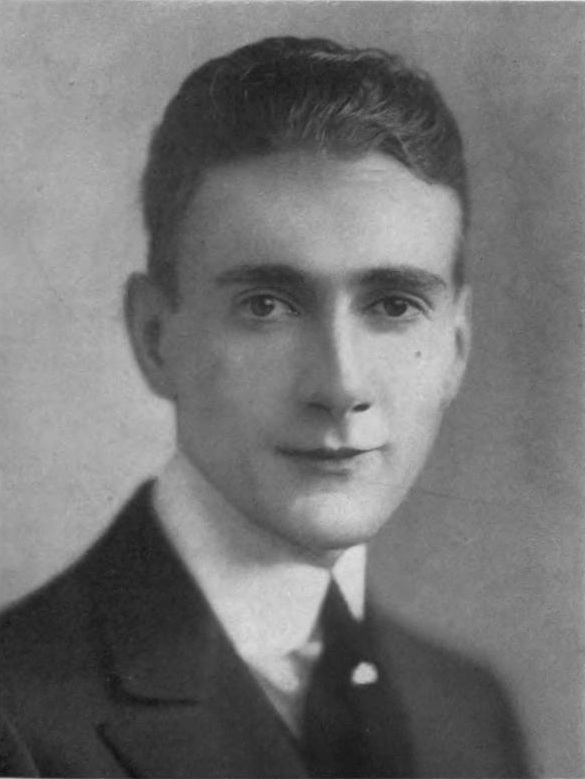
Portrét herce Cliftona Webba, 1921
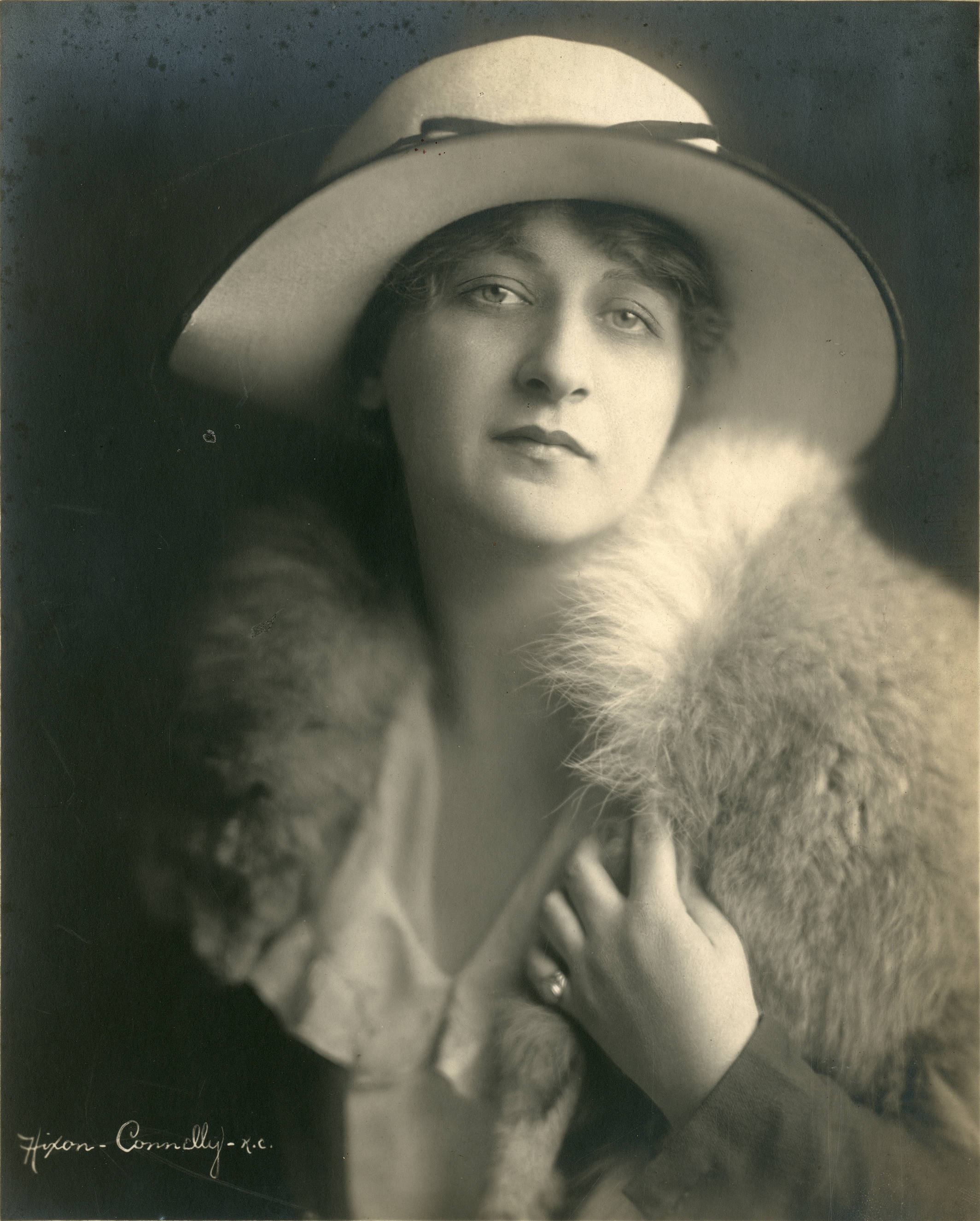
Portrét divadelní herečky Lillian Rosedale, 1921
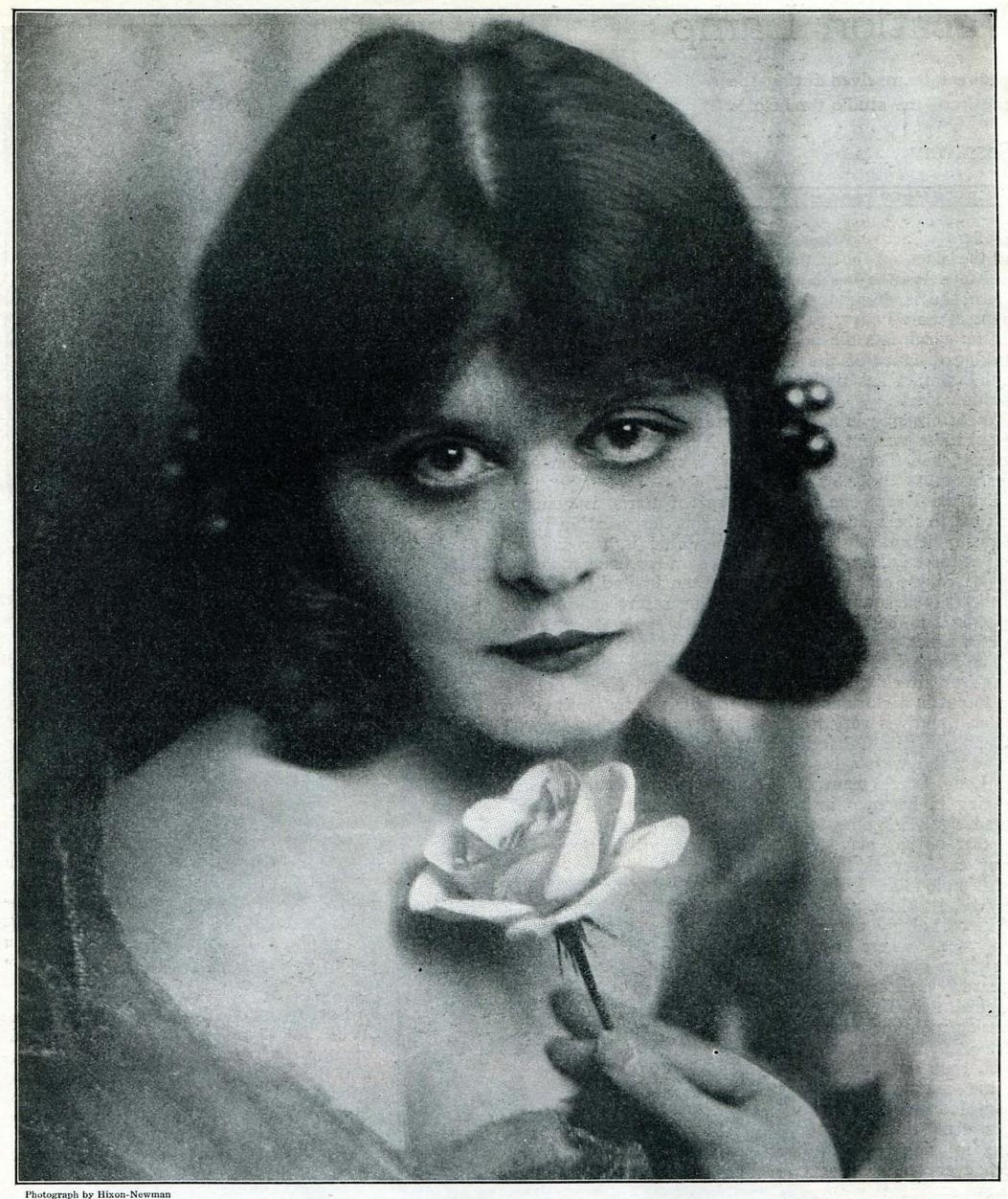
Theda Bara, 1922